# Ирвинг, Кеннет Колин
Кеннет Колин Ирвинг (14 марта 1899, Бактуш (Нью-Брансуик) — 13 декабря 1992 год, Сент-Джон (Нью-Брансуик)) был одним из ведущих предпринимателей в Атлантических провинциях Канады. Один из крупнейших промышленных магнатов XX века. С середины XX века и до настоящего времени[когда?] семья Ирвинг занимает практически монопольное положение в экономике и политике канадской провинции Нью-Брансуик.

## Биография
Родился в небольшом посёлке Бактуш, где принадлежавшая его отцу лесопилка была крупнейшим местным предприятием. Уже в юности Ирвинг приобрёл репутацию жёсткого человека, склонного к угрозам. Рано начал заниматься предпринимательством. С началом Первой мировой войны вместе с несколькими друзьями хотел поступить на военную службу, однако отец запретил ему. Вместо этого поступил в университет Акадии в Вулфвилле, Новая Шотландия, однако не окончил его и бросил занятия, переехав в Британскую Колумбию, откуда вскоре вновь вернулся в Буктуш. После этого отец ему больше не препятствовал в попытках поступить на военную службу, и вскоре Ирвинг вступил в Королевские канадские ВВС в качестве лётчика-истребителя.
После войны занимался продажей автомобилей Форд в округе Кент. В 1924 году, на заре эры автомобилей, основал компанию Irving Oil, которая до настоящего времени контролирует множество автозаправок в восточной части Канады. Затем переехал в город Сент-Джон в Нью-Брансуике. Компания Irving Oil началась с небольшой сети сельских автозаправочных станций и выросла в крупнейшую автозаправочную и нефтеперерабатывающую компанию в атлантических провинциях со своим танкерным флотом.
Компания Irving Oil стала источником финансов для развития других магазинов и предприятий Ирвинга. Через несколько лет после основания компании Irving Oil, в 1933 году, после смерти своего отца, он также взял под контроль лесопилку в родном посёлке Буктуш. В 1938 году он приобрёл компанию Canada Veneers, что позволило ему попасть в сферу поставки деревянных изделий для канадской армии. Наконец, он приобрёл железнодорожную компанию провинции Нью-Брансуик, что позволило ему обеспечить транспортировку сырья и товаров для всей своей огромной сети предприятий, а от них — к клиентам. Созданная в 1951 г. компания Irving Pulp and Paper Ltd заняла монопольное положение в древесно-бумажной отрасли провинции Нью-Брансуик. В 1971 году он покинул провинцию и поселился на Бермудах. В 1987 году в его честь был назван театр в городе Фредериктон.
Его компания JDI является крупнейшим землевладельцем в провинциях Нью-Брансуик, Новая Шотландия и в американском штате Мэн. Помимо этого, он поставляет продукты во многие другие канадские провинции, а его семья монопольно контролирует прессу в провинции Нью-Брансуик.
Во время Второй мировой войны и в послевоенный период Ирвинг расширил свою собственность — он купил верфи, основал строительные компании, предприятия пищевой промышленности, радио- и телевизионные станции, магазины и транспортные предприятия — всё, что могло быть интегрировано в его семейную империю. Это означает, что каждая из компаний Ирвинга приобретала продукты и услуги других компаний Ирвинга, отчего выигрывал весь конгломерат. Законность такого монопольного экономического и политического контроля над провинцией неоднократно дебатировалась в Канаде на федеральном уровне, однако такие дебаты ничем не заканчивались.

### Личная жизнь
В 1927 году Ирвинг женился на Гарриет МакНэрн (1899–1976). В семье родились три сына, унаследовавшие его империю: Джеймс (1928), Артур Ли (1930) и Джон Эрнест (1932).